# Кокин, Валерий Иванович
Вале́рий Ива́нович Ко́кин (18 сентября 1956, посёлок санатория Юматово, Уфимский район, Башкирская АССР — 15 января 2012 года, Уфа, Республика Башкортостан, Российская Федерация) — российский государственный деятель. Начальник Управления Федеральной службы Российской Федерации по контролю за оборотом наркотиков по Республике Башкортостан. Генерал-лейтенант полиции. Кандидат философских наук.

## Биография
Родился 18 сентября 1956 года в посёлке санатория Юматово Уфимского района Башкирской АССР.
Окончил Уфимский автотранспортный техникум по специальности «техническое обслуживание и ремонт автомобилей».
Окончил Башкирский государственный университет по специальности «преподаватель истории и обществоведения».
Окончил Высшие курсы КГБ СССР в Киеве.
С 1975 по 1977 годы проходил службу в Вооруженных Силах СССР.
С 1978 по 2005 годы — служба в органах государственной безопасности, где прошёл путь от младшего оперуполномоченного КГБ Башкирской АССР до с 2003 по 2005 годах заместителя начальника Управления ФСБ России по Омской области. 3 ноября 2005 года стал членом координационного Совета при главе городского самоуправления по вопросам обеспечения правопорядка и безопасности, профилактике правонарушений, борьбе с преступностью.
С июня 2005 года по май 2006 года — заместитель начальника Управления Федеральной службы Российской Федерации по контролю за оборотом наркотиков по Республике Башкортостан. 9 мая 2006 года назначен начальником Управления Федеральной службы Российской Федерации по контролю за оборотом наркотиков по Республике Башкортостан.
20 ноября 2009 года в Башкирском государственном университете под научным руководством доктора философских наук, профессора Д. М. Азаматова защитил диссертацию на соискание учёной степени кандидата философских наук по теме «Личность наркомана: проблемы отчуждения (социально-философский аспект)» (специальность 09.00 11 — социальная философия). Официальные оппоненты — доктор философских наук, профессор Ф. С. Файзуллин и кандидат философских наук Д. М. Абдрахманов. Ведущая организация — Башкирский государственный педагогический университет имени М. Акмуллы.
Скоропостижно скончался 15 января 2012 года после неудачной операции по удалению раковой опухоли в одной из израильских клиник. 18 января в здании Парламента Республике Башкортостан прошла панихида, участие в которой принял Президент Башкортостана Р. З. Хамитов. Некролог был подписан Президентом Башкортостана Р. З. Хамитов, Председателем Государственного собрания Башкортостана К. Б. Толкачёвым, Премьер-министр Правительства А. Ф. Илимбетов, а также государственные и общественные деятели, руководители правоохранительных органов Республики Башкортостан.

## Деятельность
Внёс существенный вклад в развитие антинаркотической деятельности в Башкортостане, а также в успешную борьбу Управления ФСКН по Республике Башкорстостан с наркопреступностью, что позволило республике признаваться в качестве лучшего субъекта Российской Федерации по итогам оперативно-служебной деятельности в Приволжском федеральном округе и в России. Способствовал развитию системы медико-социальной реабилитации наркозависимых, а также проведению подготовки квалифицированных кадров для службы.

## Семья
Дочь — Наталья Валерьевна Кокина, кандидат медицинских наук, заместитель главного врача по медицинской части поликлиника № 46 Уфы.

## Отзывы
Президент Башкортостана Р. З. Хамитов: 
Какая-то жестокая несправедливость есть в жизни, когда из наших рядов уходят рано, незаслуженно рано, лучшие представители. Валерий Иванович был одним из действительно лучших людей, с которыми мне пришлось работать. Это открытый человек, честный, добрый. Человек в то же время требовательный на работе, относящийся к своей работе очень трепетно с одной стороны, и очень ответственно, с другой. Работа, которую он выполнял, была, может быть, одной из самых сложных – борьба с наркотиками, с этим бичом современного цивилизованного общества. Валерий Иванович отдавал себя этой деятельности и вот отдал долг до последней капли, до своего последнего вздоха
Улицу в Нагаево назвали в честь человека, который её не заслуживает

## Награды
- Медаль «За безупречную службу»[1][2][3]
- Медаль «За отличие в военной службе»[1][2][3]
- Медаль «За отличие в службе в органах наркоконтроля»[1][2][3]
- Медаль «За доблесть»[1][2][3]
- Памятный знак ФСКН России «За заслуги»[1][2][3]
- Памятный знак «За службу в контрразведке»[1][2][3]
- Почётный сотрудник органов наркоконтроля[1][2][3]

## Память
- 26 декабря 2012 года в Республике Башкортостан была учреждена Премия Республики Башкортостан имени генерал-лейтенанта полиции Валерия Ивановича Кокина в области профилактики наркомании и борьбы с наркопреступностью, которая вручается Антинаркотической комиссией Республики Башкортостан в рамках осуществления Республиканской Целевой программы по противодействию злоупотреблению наркотиками и их незаконному обороту.[13][14]
- Ежегодно проводится турнира-мемориал посвящённый памяти генерал-лейтенанта полиции Валерия Ивановича Кокина  по стрельбе среди руководящего состава правоохранительных ведомств Башкортостана[1] 15 сентября 2012 года Физкультурно-спортивного общества «Динамо» Республики Башкорстостан провело турнир на охотничье-рыболовной базе «Динамо-Киринёво» в Кушнаренковском районе Республики Башкортостан.[15] 27 сентября 2013 года был проведён второй турнир.[16]
- С 2013 года имя Кокина носит одна из улиц села Нагаево[1][10]
- В 2014 году в Башкортостане был проведён конкурс социальных и научных проектов по профилактике наркомании и реабилитации наркозависимых получивший имя Кокина.[1]

## Научные труды

### Монографии
- Кокин В. И., Ахмерова С. Г. Организационно-методические основы профилактики потребления и распространения наркотических средств в образовательных учреждениях / Упр. Федер. службы РФ по контролю за оборотом наркотиков по Респ. Башкортостан, Башк. гос. пед. ун-т. — Уфа: Информреклама, 2007. — 67 с. — 1000 экз.
- Кокин В. И., Гильмитдинов Д. Я., Клюева Р. Г. Профилактика потребления и распространения наркотических средств в учреждениях среднего профессионального образования / Упр. Федер. службы РФ по контролю за оборотом наркотиков по Респ. Башкортостан, Респ. учеб.-науч. метод. центр Мин-ва образования Респ. Башкортостан, Совет директоров учреждений сред. проф. образования Респ. Башкортостан. — Уфа: Информреклама, 2007. — 51 с. — 1000 экз.
- Кокин В. И., Сафуанов Р. М., Хабибова Н. Е. Профилактика потребления и распространения наркотических средств в высшей школе / Упр. Федер. службы РФ по контролю за оборотом наркотиков по Респ. Башкортостан, Уфим. гос. акад. экон. и сервиса. — Уфа: Информреклама, 2007. — 63 с. — 1000 экз. — ISBN 978-5-902279-44-0.
- Хабибова Н. Е., Кокин В. И. Ценностный подход к организации профилактической антинаркотической работы в высшей школе. — Уфа: Белая река, 2008. — 120 с.
- Кокин В. И., Мурзин В. А., Абдрахманов Д. М. Статус личности больных наркоманией: социальные и правовые аспекты: учебное пособие. — Уфа: Информреклама, 2010. — 395 с. — ISBN 978-5-902279-54-9.

### Статьи
- Кокин В. И., Хасанов А. А. Информационно-аналитическое обеспечение антинаркотической деятельности в Республике Башкортостан // Материалы межрегиональной научно-практической конференции «Стратегия государственного реагирования на наркоситуацию в условиях субъекта Российской Федерации». — Уфа: Информреклама, 2005. — С. 239—245.
- Кокин В. И. Оптимизация управления наркоситуацией // Проблемы правоохранительной деятельности — международный научно-теоретический журнал. — Белгород, 2007. — № 1. — С. 87—91.
- Кокин В. И. Совершенствование и оптимизация системы межведомственного взаимодействия в рамках выполнения целевых правительственных программ (на примере Республики Башкортостан) // Наркоконтроль. — М.: Юрист, 2007. — № 4. — С. 22—27.
- Кокин В. И. Внедрение инновационных технологий в управление наркоситуацией // Материалы республиканской научно-практической конференции «Инновационные технологии профилактики наркотизма. Опыт региональных антинаркотических программ». — Уфа: Информреклама, 2007. — С. 18—24.
- Кокин В. И. Оптимизация управления наркоситуацией в регионе // Вестник Башкирского университета. — Уфа: РИЦ БашГУ, 2007. — Т. 12, № 3. — С. 148—150.
- Кокин В. И. Социально-философские аспекты формирования государственного противодействия наркотизации личности // Вестник Башкирского университета. — Уфа: РИЦ БашГУ, 2009. — Т. 14, № 1. — С. 250—255.
- Кокин В. И. Детерминация положительных качеств личности — социально-философская основа профилактики наркотизма // Вестник Башкирского университета. — Уфа: РИЦ БашГУ, 2009. — Т. 14, № 2. — С. 555—558.
- Кокин В. И. Борьба с незаконным оборотом наркотиков // Правовое государство теория и практика. — Уфа, 2008. — № 4 (14). — С. 45—50.
- Киекбаев М. Д., Абдрахманов Д. М., Кокин В. И. Этническое измерение наркотизма в Республике Башкортостан // Панорама Евразии. — Уфа, 2008. — № 2. — С. 72—76.
- Кокин В. И., Сафиуллин Р. Г., Загидуллин Р. И., Слепнева А. В. Региональная политика в сфере регулирования наркоситуации // Наркомания в глобализирующемся мире. Материалы всероссийской с международным участием научно-практической конференции. — Уфа, 2008. — С. 100—118.